# Henselsches Lemma
Das henselsche Lemma (nach Kurt Hensel) ist eine Aussage aus dem mathematischen Teilgebiet der Algebra.
Es wurde schon 1846 vor Hensel von Theodor Schönemann bewiesen. Das henselsche Lemma ist (im Wesentlichen) das Newtonverfahren angewendet auf {\displaystyle \mathbb {Q} _{p}}.

## Formulierung
Es sei {\displaystyle K} ein vollständiger, nicht-archimedisch bewerteter Körper mit Bewertungsring {\displaystyle A} und Restklassenkörper {\displaystyle k}. Ist nun {\displaystyle f\in A[X]} ein Polynom, dessen Reduktion {\displaystyle {\bar {f}}\in k[X]} das Produkt zweier teilerfremder Polynome {\displaystyle {\bar {g}},{\bar {h}}\in k[X]} ist, so gibt es Polynome {\displaystyle g,h\in A[X]}, so dass {\displaystyle f=gh} gilt und {\displaystyle {\bar {g}}} bzw. {\displaystyle {\bar {h}}} die Reduktion von {\displaystyle g} bzw. {\displaystyle h} ist.

## Beispiele
- Mit dem henselschen Lemma kann man zeigen, dass der Körper der {\displaystyle p}-adischen Zahlen die {\displaystyle (p-1)}-ten Einheitswurzeln enthält:

Für eine Primzahl {\displaystyle p} sei {\displaystyle K=\mathbb {Q} _{p}} der Körper der {\displaystyle p}-adischen Zahlen, {\displaystyle A=\mathbb {Z} _{p}} und {\displaystyle k=\mathbb {F} _{p}}. Das Polynom {\displaystyle f(X):=X^{p-1}-1} zerfällt über {\displaystyle k} in Linearfaktoren
{\displaystyle {\bar {f}}(X)=X^{p-1}-{\bar {1}}=(X-{\bar {1}})(X-{\bar {2}})\cdots (X-{\overline {p-1}})}.
Es gibt also Polynome {\displaystyle g_{1},\ldots ,g_{p-1}\in \mathbb {Z} _{p}[X]}, so dass
{\displaystyle f=g_{1}\cdots g_{p-1},\qquad g_{i}(X)\equiv X-i{\pmod {p}}}
gilt. Die Polynome {\displaystyle g_{i}} haben notwendigerweise die Form {\displaystyle g(X)=aX+b} mit {\displaystyle a\in 1+p\mathbb {Z} _{p}}, man kann also {\displaystyle a=1} annehmen, d. h. es gibt {\displaystyle \zeta _{1},\ldots ,\zeta _{p-1}\in \mathbb {Z} _{p}}, so dass
{\displaystyle X^{p-1}-1=(X-\zeta _{1})\cdots (X-\zeta _{p-1})}
gilt. Die {\displaystyle \zeta _{1},\ldots ,\zeta _{p-1}} sind die {\displaystyle (p-1)}-ten Einheitswurzeln und sie können immer so angeordnet werden, dass {\displaystyle \zeta _{i}\equiv i{\pmod {p}}}.
- Ist die Primzahl {\displaystyle p\equiv 1{\pmod {4}}}, dann gibt es nach dem Obigen ein {\displaystyle \eta \in \mathbb {Q} _{p}} mit {\displaystyle \eta ^{2}=-1}.

Denn unter den {\displaystyle (p-1)}-ten Einheitswurzeln gibt es eine, sie sei mit {\displaystyle \zeta } bezeichnet, die die zyklische Gruppe der {\displaystyle (p-1)}-ten Einheitswurzeln erzeugt. Mit {\displaystyle \eta :=\zeta ^{\tfrac {p-1}{4}}} ergibt sich {\displaystyle \eta ^{2}=-1}.
- Im Körper {\displaystyle \mathbb {Q} _{p}} der {\displaystyle p}-adischen Zahlen ist 0 durch eine nicht-triviale Summe von Quadraten darstellbar. Damit ist −1 durch eine Summe von Quadraten darstellbar, und {\displaystyle \mathbb {Q} _{p}} kann nicht angeordnet werden.

Zwei Fälle sind zu unterscheiden:
1. {\displaystyle p=2}: Hier ist bei Quadratwurzeln wegen der fehlenden Teilerfremdheit der Polynome über {\displaystyle \mathbb {F} _{2}} das henselsche Lemma nicht direkt anwendbar. Es lässt sich aber mit der Vorgehensweise im Beweis desselben zeigen, dass {\displaystyle {\sqrt {-7}}\in \mathbb {Q} _{2}}. Sei nämlich {\displaystyle m_{3}:=1\in \mathbb {Z} } mit {\displaystyle {m_{3}}^{2}\equiv -7{\pmod {2^{3}}}}. Für {\displaystyle i=3,4,...} sei nun {\displaystyle m_{i}\in \mathbb {Z} } derart, dass {\displaystyle {m_{i}}^{2}\equiv -7{\pmod {2^{i}}}}. Da {\displaystyle {m_{i}}^{2}+7} durch 2 teilbar ist, können wir
     {\displaystyle m_{i+1}:\equiv m_{i}-{\frac {{m_{i}}^{2}+7}{2m_{i}}}{\pmod {2^{i+1}}}}
bilden. Dann ist
     {\displaystyle m_{i+1}^{2}\equiv {m_{i}}^{2}-({m_{i}}^{2}+7)\equiv -7{\pmod {2^{i+1}}}}.
 Somit gibt es eine in {\displaystyle \mathbb {Q} _{2}} konvergente Folge {\displaystyle m:=\lim _{i\to \infty }m_{i}} mit {\displaystyle m^{2}=-7}. Die Summe von 5 Quadraten {\displaystyle 1^{2}+1^{2}+1^{2}+2^{2}+m^{2}=7+m^{2}=7-7=0} verschwindet.
2. {\displaystyle p>2}: Mit {\displaystyle m_{2}:=1+{\tfrac {p-1}{2}}p} ist wegen
     {\displaystyle 1-p\equiv 1+(p-1)p+\left({\tfrac {p-1}{2}}p\right)^{2}=\left(1+{\tfrac {p-1}{2}}p\right)^{2}={m_{2}}^{2}{\pmod {p^{2}}}}
die Zahl {\displaystyle 1-p} quadratischer Rest in {\displaystyle p^{2}\mathbb {Z} _{p}.} Die Folge {\displaystyle \{m_{i}\}} lässt sich mit der Vorgehensweise im Beweis des henselschen Lemmas zu einem Element {\displaystyle m:=\lim _{i\to \infty }m_{i}\in \mathbb {Z} _{p}} entwickeln, für das {\displaystyle m^{2}=1-p} gilt. Man nehme nur
     {\displaystyle m_{i+1}:\equiv m_{i}-({m_{i}}^{2}+1-p)\,{\tfrac {p-1}{2}}{\pmod {p^{i+1}}}}
Im Ergebnis verschwindet die Summe der {\displaystyle p} Quadrate {\displaystyle (p-1)\times 1^{2}+m^{2}=(p-1)+(1-p)=0.}

- Es seien {\displaystyle K,A,k} wie oben, aber {\displaystyle f(X)=X^{p}-1}. Dann ist {\displaystyle {\bar {f}}(X)=X^{p}-{\bar {1}}=(X-{\bar {1}})^{p}} mit Faktoren {\displaystyle X-{\bar {1}}}, die alle gleich, also nicht teilerfremd sind. Das henselsche Lemma ist nicht anwendbar.

## Henselscher Ring
Die Voraussetzung, dass {\displaystyle K} vollständig ist, ist eigentlich stärker als es für den Beweis des henselschen Lemmas erforderlich wäre. Allgemein nennt man bewertete Körper {\displaystyle K} beziehungsweise Ringe {\displaystyle A}, in denen das henselsche Lemma in der oben angegebenen Form gilt, henselsch.

## Hebungsbaum
Ein Hebungsbaum ist ein Hilfsmittel, um das Verhalten eines Polynoms {\displaystyle f(X)\in \mathbb {Z} [X]}, genauer das Verhalten der Nullstellen modulo {\displaystyle p^{k}} des Polynoms, zu beschreiben. Anhand eines Hebungsbaumes kann man p-adische Zahlen leichter untersuchen und damit auf das Verhalten des Polynoms schließen.
Der Hebungsbaum hat in seiner k-ten Ebene die Nullstellen modulo {\displaystyle p^{k}} und diese werden mit ihren Hebungen modulo {\displaystyle p^{k+1}} verbunden, falls diese ebenfalls wieder Nullstellen sind.

### Nullstellen und ihre Hebungen
Sei {\displaystyle f(X)\in \mathbb {Z} [X]} ein rational irreduzibles Polynom. Sei p prim. Sei {\displaystyle k\geq 1} die Ebene des Hebungsbaumes.
Sei {\displaystyle a\in \mathbb {Z} }. Ist
{\displaystyle f(a)\equiv 0\mod p^{k}},
so sagen wir, {\displaystyle a} ist eine Nullstelle von f(X) in {\displaystyle \mathbb {Z} /p^{k}} oder modulo {\displaystyle p^{k}}.
Sei {\displaystyle a\in \mathbb {Z} } eine Nullstelle von {\displaystyle f(X)} modulo {\displaystyle p^{k}}. Sei {\displaystyle l\geq 1} . Ist {\displaystyle b\in \mathbb {Z} } eine Nullstelle von f(X) modulo {\displaystyle p^{k+l}} und ist
{\displaystyle b\equiv a\mod p^{k}} ,
dann sagen wir, dass {\displaystyle b} eine Nullstelle modulo {\displaystyle p^{k+l}} ist, die die Nullstelle a modulo {\displaystyle p^{k}} hebt.

### Beschreibung des Hebungsbaumes
In einem Hebungsbaum werden alle Nullstellen eines Polynoms in {\displaystyle \mathbb {Z} /p^{k}} eingetragen, wobei {\displaystyle k\in \mathbb {Z} } die jeweilige Ebene des Hebungsbaumes ist.
Die erste Ebene des Baumes befindet sich ganz unten. Mit wachsendem {\displaystyle k} wächst der Baum von unten nach oben und es werden alle Nullstellen in der jeweiligen Ebene eingetragen.
In der untersten und damit ersten Ebene ({\displaystyle k=1}) werden alle Nullstellen des Polynoms in {\displaystyle \mathbb {Z} /p} eingetragen. Die Nullstellen nehmen Werte in dem Intervall {\displaystyle [0,p-1]} an.
In der darüberliegenden zweiten Ebene ({\displaystyle k=2}) werden alle Nullstellen des Polynoms in {\displaystyle \mathbb {Z} /p^{2}} eingetragen. Die Nullstellen des Polynoms nehmen Werte in dem Intervall {\displaystyle [0,p^{2}-1]} an. Reduziert eine solche Nullstelle in der zweiten Ebene zu einer Nullstelle in der darunterliegenden ersten Ebene in {\displaystyle \mathbb {Z} /p}, so werden diese beiden Nullstellen mit einer Linie verbunden.
In der nächsthöhergelegenen Ebene ({\displaystyle k=3}) werden alle Nullstellen des Polynoms in {\displaystyle \mathbb {Z} /p^{3}} eingetragen. Die Nullstellen des Polynoms nehmen Werte in dem Intervall {\displaystyle [0,p^{3}-1]} an. Auch hier gilt: Reduziert eine Nullstelle in der dritten Ebene zu einer Nullstelle in der darunterliegenden zweiten Ebene in {\displaystyle \mathbb {Z} /p^{2}}, so werden diese Nullstellen mit einer Linie verbunden.
Dies gilt für alle folgenden Ebenen {\displaystyle k\in \mathbb {Z} }.

### Beispiel

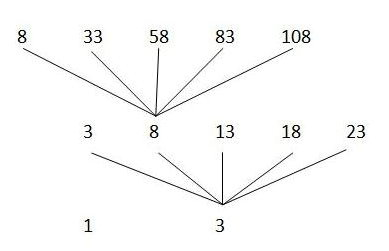
Beispiel zu dem Polynom

Sei das Polynom
{\displaystyle f(x)=x^{4}-3x^{3}-3x^{2}+x-1}
gegeben. Sei {\displaystyle p=5} prim.
Wir erhalten folgenden Hebungsbaum:
In der ersten Ebene ({\displaystyle k=1}) befinden sich die Nullstellen 1 und 3 in dem Intervall {\displaystyle [0,4]}. In der zweiten Ebene ({\displaystyle k=2}) sind die Nullstellen 3, 8, 13, 18 und 23 in dem Intervall {\displaystyle [0,24]} vorhanden. In der darauffolgenden dritten Ebene ({\displaystyle k=3}) sehen wir die Nullstellen 8, 33, 58, 83 und 108 in dem Intervall {\displaystyle [0,124]}. Für dieses Polynom gilt, dass alle Nullstellen in der zweiten Ebene zu der Nullstelle {\displaystyle a=3} in der ersten Ebene reduziert werden. Sie werden mit jeweils einer Linie verbunden. Man sagt kurz: Die Nullstelle {\displaystyle a=3} aus der ersten Ebene wird in die zweite Ebene gehoben.
Analog für die dritte Ebene.